# フーチブルの滝
フーチブルの滝（ふーちぶるのたき）は、鹿児島県奄美市小湊にあるフツブルを源流とする滝。その落差は181mで、九州一を誇る。別名クルチキ、ナナタンの滝。

## 概要
フーチブル滝は奄美大島の海岸にかかる落差は181mの大滝で、九州一とも言われる規模を誇る。最下段だけで100m、全十段からなる。
2021年5月に奄美市内在住の写真家、浜田太がドーロンで滝の全貌を撮影に成功し、2021年8月に奄美市職員などが計測したところ落差181mとわかり、2021年9月10日に九州一であることが判明した旨が全国ニュースになった。

## 登山史
- 2016年4月、小阪健一郎ら二人の登山家が初下降に成功した[1]。
- 2020年11月、小阪健一郎ら三人の登山家が初登攀に成功した[1]。
このクライミングが離島大滝の頂点として評価され、初登者の小阪が第5回日本開拓大賞を受賞した[3]。